# Can't Lose
Can't Lose (hangul: 지고는 못살아; rr: Jigoneun Motsal-a) é uma série de televisão sul-coreana estrelada por Choi Ji-woo e Yoon Sang-hyun. Composta por 18 episódios, foi ao ar na MBC entre 24 de agosto e 20 de outubro de 2011 as quartas e quintas feiras às 21:55.
É uma remake do drama japonês The Sasaki Couple's Merciless Battle (佐々木夫妻の仁義なき戦い, Sasaki Fusai no Jingi Naki Tatakai).

## História
A dupla de advogados Eun-jae e Hyung-woo se apaixonam e decidem se casar rapidamente. Porém, logo descobrem diferenças em suas personalidades, além dos diferentes hábitos em casa e no local de trabalho, que podem resultar em um divórcio.

## Elenco
- Choi Ji-woo como Lee Eun Jae
  - Lee Do-yun como Eun Jae (criança)
- Yoon Sang-hyun como Yun Hyung Woo
- Kim Jung-tae como Go Ki Chan
- Jo Mi-ryung como Kim Young Joo
- Sung Dong-il como Jo Jung Goo
- Park Won-sook como Yoo Jung Nan
- Kim Ja-ok como Hong Geum Ji
- Joo Jin-mo como Kang Woo Shik
- Ga Deuk-hee como Ga Deuk Hee
- Ha Seok-jin como Lee Tae Young (irmão de Eun Jae)
- Kim Jin-woo como So Joo Hyun
- Song Jae-ho como avô
- Lee Soo-kyung como Eun Hee Soo
- Lee Sang-yeob como irmão de Yun Hyung Woo
- Ahn Yong-joon como Jung Ji Ho
- Um Ki-joon como Cha Suk Hoon
- Kim Na-woon (convidado)
- Kang Boo-ja (convidado)

## Audiência
| #     | Exibição original      | Audiência         | Audiência                    | Audiência         | Audiência                    |
| #     | Exibição original      | TNmS Ratings      | TNmS Ratings                 | AGB Nielsen       | AGB Nielsen                  |
| #     | Exibição original      | Por todo o Estado | Região Metropolitana de Seul | Por todo o Estado | Região Metropolitana de Seul |
| ----- | ---------------------- | ----------------- | ---------------------------- | ----------------- | ---------------------------- |
| 1     | 24 de agosto de 2011   | 6.4%              | 8.0%                         | 6.2%              | 6.6%                         |
| 2     | 25 de agosto de 2011   | 5.7%              | 7.4%                         | 6.9%              | 8.7%                         |
| 3     | 31 de agosto de 2011   | 5.0%              | 7.1%                         | 6.0%              | 8.2%                         |
| 4     | 1 de setembro de 2011  | 4.6%              | 6.1%                         | 6.6%              | 8.2%                         |
| 5     | 7 de setembro de 2011  | 5.7%              | 7.1%                         | 6.3%              | 8.8%                         |
| 6     | 8 de setembro de 2011  | 5.4%              | 7.0%                         | 5.8%              | 7.4%                         |
| 7     | 14 de setembro de 2011 | 5.9%              | 8.3%                         | 6.7%              | 9.1%                         |
| 8     | 15 de setembro de 2011 | 5.9%              | 7.8%                         | 6.6%              | 8.6%                         |
| 9     | 21 de setembro de 2011 | 8.9%              | 10.5%                        | 10.2%             | 11.3%                        |
| 10    | 22 de setembro de 2011 | 5.3%              | 6.5%                         | 5.8%              | 7.0%                         |
| 11    | 28 de setembro de 2011 | 5.0%              | 6.5%                         | 5.6%              | 7.1%                         |
| 12    | 29 de setembro de 2011 | 5.5%              | 7.8%                         | 6.1%              | 8.4%                         |
| 13    | 5 de outubro de 2011   | 6.0%              | 8.1%                         | 6.9%              | 9.0%                         |
| 14    | 6 de outubro de 2011   | 5.9%              | 8.0%                         | 6.4%              | 8.6%                         |
| 15    | 12 de outubro de 2011  | 7.2%              | 9.3%                         | 8.0%              | 8.5%                         |
| 16    | 13 de outubro de 2011  | 6.0%              | 8.1%                         | 7.8%              | 9.2%                         |
| 17    | 19 de outubro de 2011  | 6.6%              | 7.5%                         | 7.9%              | 8.9%                         |
| 18    | 20 de outubro de 2011  | 6.0%              | 6.7%                         | 7.5%              | 8.2%                         |
| Total | Total                  | 5.9%              | 7.6%                         | 6.8%              | 7.5%                         |

## Transmissão internacional
Foi ar no Japão entre 31 de janeiro e 25 de fevereiro de 2013 pela TBS, de segunda a sexta às 10:55.